# Juicy Lucy
Juicy Lucy is een Britse rockgroep gevormd in 1969 rond zanger Ray Owen, steelgitarist Glen 'Ross' Campbell (ex-The Misunderstood), saxofonist Chris Mercer en gitarist Neil Hubbard. Dit kwartet wordt aangevuld door Pete Dobson op drums en Keith Ellis (ex-Van der Graaf Generator) op bas. Ze nemen een eerste, zelfgetiteld album met de hitsingle Bo Diddleys Who Do You Love op, waarna Owen de band verlaat voor een solocarrière. Zijn vervanger is Paul Williams. Even vervangt pianist Tommy Eyre Hubbard op keyboards, maar wordt even later eveneens vervangen door Micky Moody op gitaar. Inmiddels heeft Rod Coombes de drums overgenomen van Dobson, die later zal opduiken in de new waveband Duffo. Deze bezetting neemt Lie back and enjoy it op in juni 1970.

## Bandwisselingen vanaf het derde album
Voor hun derde album wordt Ellis op bas vervangen door Jim Leverton. In juli 1971 verlaat Mercer de band. Jean Roussel op keyboards en Ron Berg op drums vervangen Leverton en Coombes. Bernie Marsden vervangt Campbell. Moody en Marsden zijn hier voor het eerst samen. Ze zullen later faam verwerven bij Whitesnake en door hun vele andere samenwerkingen. Lang duurt deze eerste samenwerking niet. Marsden gaat al snel naar UFO (rockband) en wordt vervangen door Dave Tedstone. Na diens vertrek blijft de groep nog even bestaan als kwintet. Chris Stewart vervangt Pyle daarna voor de rest van het verhaal. In 1972 gaat Williams solo. De resterende optredens worden afgewerkt met Frankie Miller en Bobby Harrison als zanger. Moody en Harrison zullen daarna samen Snafu oprichten.

## Een nieuwe versie van Juicy Lucy
In 1995 start zanger van het eerste uur Owen met een nieuwe versie van Juicy Lucy: Mike Jarvis (gitaar), Spencer Backledge (drums) en Andy Doughty (bas) en Owen centraal op zang en gitaar. Deze Juicy is geen lang leven beschoren. Wegens juridische betwisting omtrent de naam Juicy Lucy start Owen een nieuwe Juicy Lucy onder de naam Ray Owen's Moon. Het blijft een obscure reünie. In 1996 volgt er een belangrijkere reünie onder leiding van Moody en Williams, waarschijnlijk ook al onder juridische druk wordt de groepsnaam Blue Thunder gebruikt. Moody en Williams zullen ook samen een album uitbrengen.

## Albums
- 1969 - Juicy Lucy
- 1970 - Lie back and enjoy it
- 1971 - Get a Whiff a this
- 1972 - Pieces
- 1974 - Best Of (compilatie)
- 1993 - Get a Whiff a this (cd)
- 1993 - Lie back and enjoy it (cd met bonustracks)
- 1997 - Pieces (op cd)
- 1998 - Pretty Woman (compilatie)
- 2006 - Do that and you'll lose it